# Булигінська дума
Булигінська дума — проєкт Державної думи Російської імперії, скликання якої передбачалося законом від 19(06) серпня 1905. Проєкт підготував міністр внутрішніх справ Олександр Булигін (звідси й назва думи). Дума мала мінімізувати революційні досягнення, здобуті завдяки громадянському піднесенню 1905 (див. Революція 1905–1907).
Згідно із поданим законопроєктом, на підставі майнового цензу від виборів до Державної думи Російської імперії повністю усувалися робітники та бідне селянство; не допускалися до участі у виборах також жінки, військовослужбовці й учнівсько-студентська молодь. Для заможніх селян встановлювалися 4-ступеневі, для дворян і буржуазії — двохступеневі вибори. Фактично, роль Булигінської думи обмежувалася статусом дорадчих зборів при царському уряді.
Законопроєкт викликав загальне обурення у суспільстві, особливо гостро його критикували соціал-демократи і «Союз спілок» — ліберальне професійно-політичне об'єднання. Жовтневий всеросійський політичний страйк 1905 року унеможливив вибори до Булигінської думи та її скликання.